# Euskotren série S-950
La série 950 (abrégée S-950 par CAF) d'Euskotren sera constituée de 28 automotrices électriques dont 18 ont déjà été livrées en 2019[réf. souhaitée]. Ces trains ont été conçus sur la base des rames de la série 900, bien qu'elles ne disposent que de trois voitures au lieu de quatre. Cette nouvelle série de trains a permis de remplacer les rames des séries 3500 et 200, construites respectivement au cours des années 1977–1978 et 1983–1985. 

## Histoire
En juin de 2014, Eusko Trenbideak S.A. a accordé à CAF la construction de 28 automotrices pour couvrir le service de la ligne 3 du métro de Bilbao et continuer la rénovation de la flotte entamée avec la livraison de la série 900.
La première rame a été livrée en novembre 2015 tandis que la dernière est prévue pour 2020, à raison de 5 ou 6 trains par an. Ces trains ont été initialement mis en service sur la ligne du Txorierri (E3).

## Origine des noms des rames
Les séries S-900 et S-950 partagent le nom de Bidaide (ce qui signifie « voyage » en basque). Chaque unité est baptisée avec le nom d'une montagne du pays basque. Les 17 premières unités ont, en plus, le même nom que les anciennes locomotives électriques de Ferrocarriles Vascongados, entreprise ferroviaire historique ayant été dissoute et intégrée depuis dans Eusko Trenbideak S.A.,.